# Gwardia Narodowa (powstanie listopadowe)
Gwardia Narodowa (dawn. Gwardya Narodowa, występuje czasami jako Gwardia Narodowa Warszawska) – polska formacja porządkowa podczas powstania listopadowego.
Gwardia Narodowa została stworzona na styl gwardii z Księstwa Warszawskiego. Dnia 30 listopada 1830 roku decyzją Rady Administracyjnej została utworzona Straż Bezpieczeństwa, formacja pod dowództwem Piotra Łubieńskiego była stworzona głównie z plebsu i drobnych rzemieślników, jej głównym zadaniem było rozbrajanie żądnego walki ludu Warszawy i tłumienie wszelkich oznak powstania. 11 grudnia po objęciu władzy przez Rząd Tymczasowy, Straż Bezpieczeństwa otoczona złą sławą przeistoczyła się w Gwardię Narodową z nowym dowódcą Antonim Janem Ostrowskim. Po krwawym 15 sierpnia 1831 roku dowódcą został Piotr Łubieński. Wraz z przegraną powstania listopadowego i zdobyciem Warszawy przez Rosjan, Gwardia Narodowa przestała istnieć.
W szeregach Gwardii Narodowej Warszawskiej służyło około 6000 gwardzistów z czego, aż 409 żydów. Przed stworzeniem Starozakonnej Gwardii Miejskiej była to jednostka z największą liczbą osób wyznania mojżeszowego podczas powstania listopadowego.

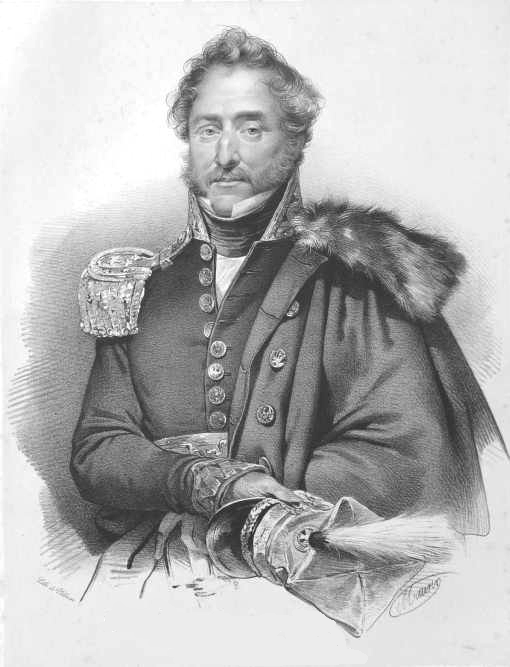
Pierwszy dowódca Antoni Jan Ostrowski, litografia autorstwa Eustache Maurin i Francois Villain z 1832 roku

## Ważniejsze działania
- 25 grudnia 1830 – udział w uroczystości obchodów rocznicy śmierci rosyjskich dekabrystów, tego samego dnia złączone izby sejmu i senatu zdetronizowały Mikołaja I z tronu polskiego
- Początek lutego 1831 – Rząd Narodowy ustanowił w Warszawie stan oblężenia, Gwardia Narodowa Warszawska przygotowywała miasto do ewentualnej obrony
- 25 lutego 1831 – Gwardia tworzyła kompanie mające na celu obronę Warszawy, niektórzy gwardziści bezpośrednio brali udział w walkach o Olszynkę Grochowską, kompanie w Warszawie miały być panicznie przerażone informacją, że Rosjanie zbliżają się do stolicy, że sam dowódca Antoni Ostrowski miał pędzić konno ulicami miasta i krzyczeć: „Zamykajcie sklepy, Moskale wchodzą!”
- Początek kwietnia 1831 – Gwardia Narodowa była odpowiedzialna za eskortę jeńców rosyjskich z bitwy po Dębem Wielkim do Warszawy
- 2 kwietnia 1831 – udział w defiladzie w Warszawie, gdzie gwardziści prezentowali zdobyczne sztandary carskie z bitwy pod Dębem Wielkim
- 12 czerwca 1831 – Gwardia Narodowa przygotowała uroczysty obiad dla żołnierzy polskich, którzy powrócili z bitwy pod Ostrołęką do stolicy
- 29 czerwca – 15 sierpnia 1831 – warty przy więźniach na Zamku Królewskim i obrona oskarżonych podczas samosądów 15 sierpnia
- 6 – 7 września 1831 – walka w obronie Warszawy

## Umundurowanie
Mundur gwardzisty składał się z:
- Granatowej kurtki wołoszki z karmazynowymi dodatkami (kołnierzem, mankietami, wypustkami, obszyciami epoletów),
- Granatowych spodni,
- Granatowej wysokiej rogatywki z karmazynowymi wypustkami

Wersja oficerska różniła się rogatywką koloru karmazynowego i znakami oficerskimi na kurtce jak w wojsku liniowym.
Oficerowie mogli również mieć mundur galowy, czyli granatowy frak z karmazynowymi dodatkami i znakami oficerskimi, lecz jego posiadanie nie było obowiązkowe.